# Buchbach (Germania)
Buchbach è un comune tedesco di 3 139 abitanti, situato nel land della Baviera.